# Aeolian Hall (Manhattan)
Ne doit pas être confondu avec Aeolian Hall  (Londres) ou Aeolian Hall (Ontario).
Pour les articles homonymes, voir Aeolian Hall (homonymie).
Aeolian Hall est une salle de concert qui était située dans le centre de Manhattan à New York.
La salle était située au troisième étage de 29-33 West 42nd Street (également 34 West 43rd Street) en face de Bryant Park. 
L'Aeolian Building a été construit en 1912 pour l'Aeolian Company, qui fabriquait des pianos,. Situé sur le site de l'ancienne tour Latting, qui au XIXe siècle était un observatoire populaire, le bâtiment de 18 étages contenait une salle de 1 100 places. Le bâtiment se trouve à côté du W. R. Grace Building. 

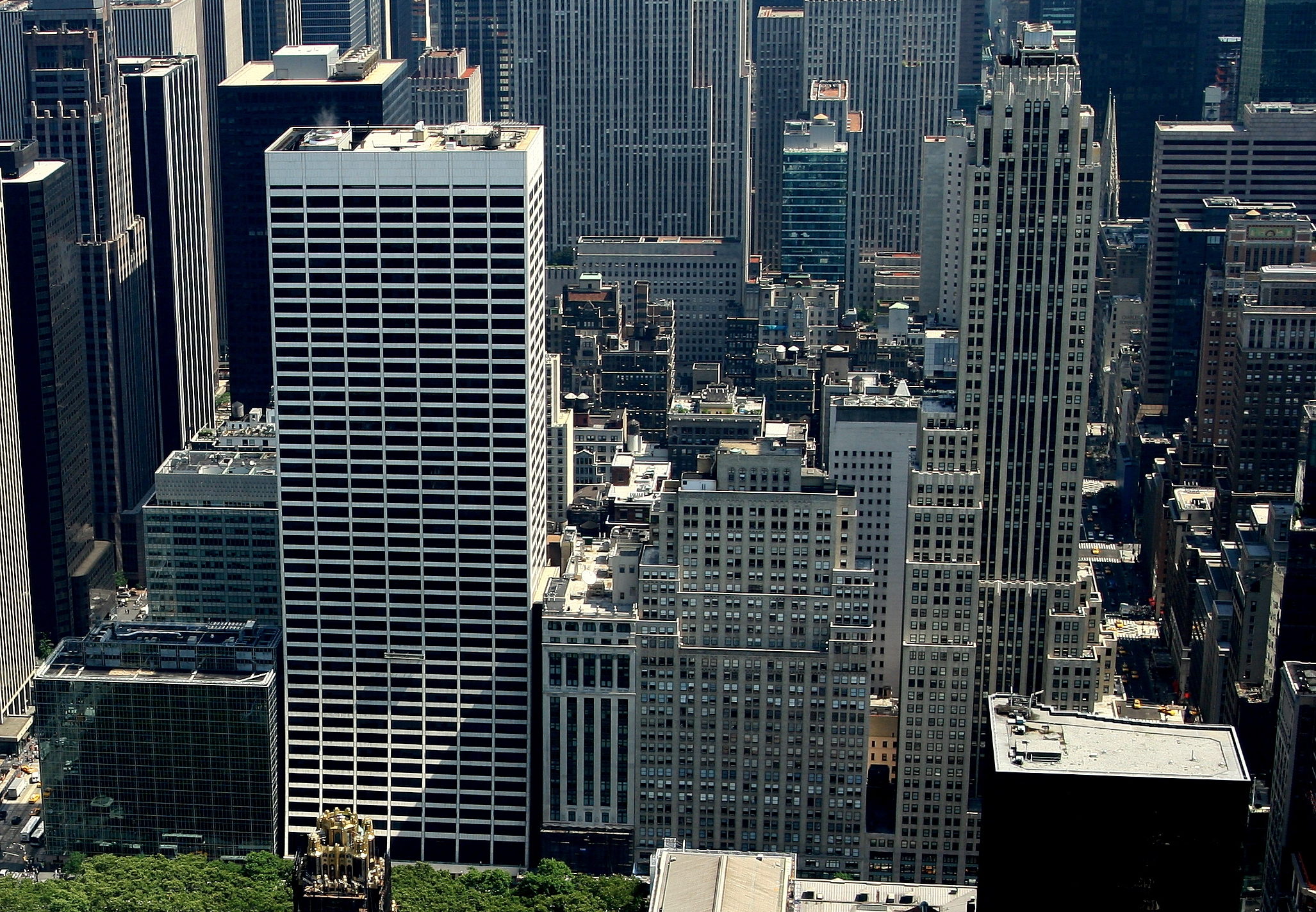
De gauche à droite : siège de HBO, WR Grace Building, Aeolian Building (abrite le State University of New York College of Optometry), Salmon Tower Building et 500 Fifth Avenue (image annotée sur Wikimedia Commons).

Conçu par les architectes Whitney Warren et Charles Wetmore, le bâtiment est achevé en 1912 et son nom fait référence au fabricant de pianos Aeolian Company. Il mesure 80 mètres de haut et compte 18 étages. La salle de concert, qui pouvait accueillir 1 100 spectateurs, était au troisième étage du bâtiment. 
À l'été 1922, l'entreprise a vendu le bâtiment au grand magasin Schulte Cigar Stores Company pour plus de 5 millions de dollars. 
La salle de concert a fermé ses portes en mai 1926, avec une performance du violoniste Leon Goldman. 
De 1961 à 1999, le bâtiment abritait le Graduate Center de la City University of New York et abrite aujourd'hui le College of Optometry de l'Université d'État de New York.   

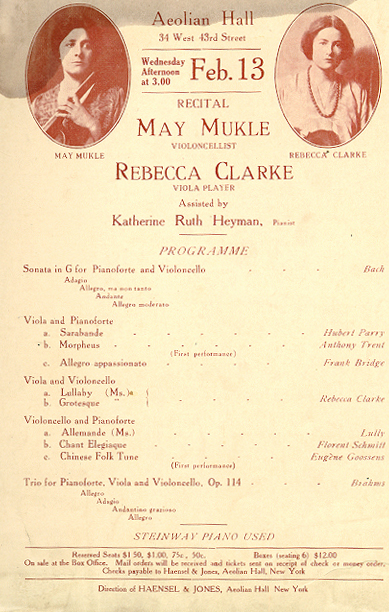
Programme d'un concert donné au Aeolian Hall en 1917.